# Роуа
Роуа (рум. Roua) — село у повіті Муреш в Румунії. Входить до складу комуни Финтинеле.
Село розташоване на відстані 237 км на північний захід від Бухареста, 27 км на південний схід від Тиргу-Муреша, 103 км на південний схід від Клуж-Напоки, 100 км на північний захід від Брашова.

## Населення
За даними перепису населення 2002 року у селі проживали 397 осіб.
Національний склад населення села:
| Національність | Кількість осіб | Відсоток |
| -------------- | -------------- | -------- |
| угорці         | 385            | 97,0%    |
| цигани         | 9              | 2,3%     |

Рідною мовою назвали:
| Мова      | Кількість осіб | Відсоток |
| --------- | -------------- | -------- |
| угорська  | 385            | 97,0%    |
| циганська | 9              | 2,3%     |